# Metridia venusta
Metridia venusta är en kräftdjursart som beskrevs av Giesbrecht 1889. Metridia venusta ingår i släktet Metridia och familjen Metridinidae. Inga underarter finns listade i Catalogue of Life.